# 천생연분 리턴즈
《천생연분 리턴즈》는 MBC 에브리원에서 매주 목요일에 방영되었던 예능 프로그램이다.

## 프로그램의 역사
- 2001년 목표달성! 토요일의 코너로 방송을 시작했다가 1년 만에 독립 프로그램으로 편성한 강호동의 천생연분이 종료된지 12년만에 찾아온 새로운 시즌이다. 또한 초기에는 MBC 에브리원에서 방영하였다가 MBC에서 4월 9일, 23일에 2주간 목요일 밤 11시에 임시 편성되었다.